# Генетика індивідуального розвитку
Гене́тика індивідуа́льного ро́звитку — галузь науки на перетині генетики і біології розвитку, що вивчає генетичний фундамент онтогенезу; задачею цієї галузі науки є визначення, які саме гени відповідальні за те, що розвиток організму відбувається саме таким чином, а також встановлення, в яких типах клітин і коли експресуються певні гени (диференційна експресія).

## Огляд
Індивідуальний розвиток кожного багатоклітинного організму починається з заплідненої яйцеклітини, або зиготи. Зигота дає початок усім типам клітин, тобто є тотипотентною. Утворені при її поділах клітини, бластомери, мають однаковий генотип, причому бластомери, утворені впродовж перших 4 поділів зберігають тотипотентність, але подальші поступово її втрачають. В ході наступних етапів ембріогенезу клітини диференціюються, набуваючи спеціалізації та втрачаючи можливість перетворення на інші типи клітин. Ці процеси відбуваються завдяки зміні активності генів: одні гени починають експресуватися, інші припиняють. Нерівноправний внесок різних генів у роботу клітини починається ще на рівні зиготи, де мРНК і білки нерівномірно розташовані по цитоплазмі. Ядра утворених бластомерів знаходяться в неоднаковому цитоплазматичному оточенні, що впливає на регуляцію роботи генів.

## Історія
Генетика як наука зародилася як підрозіл ембріології й до початку 1930-х років обидві науки знаходилися на одному полі. Грегор Мендель назвав виявлені ним одиниці спадковості (ті, що зараз ми називаємо «гени») «формоутворюючими елементами» (нім. bildungsfähigen Elemente). Обидва лідери американської генетики Томас Морган та Едмунд Вілсон починали у 1880-1890-х як «фізіологічні ембріологи», які досліджували, які саме клітинні структури впливають на хід розвитку, причому Вілсон був упевнений, що це ядро, а Морган віддавав перевагу цитоплазмі.
Втім, у 1930-ті роки обидві науки розділилися, у зв'язку з формулюванням Морганом концепції гена. Ембріологічні дослідження зміни форми організмів у ході розвитку здавалися генетикам застарілими. Натомість ембріологи вбачали великий потенціал у дослідженнях Шпемана щодо ембріональної індукції, а генетикам закидали відсутність вивчення впливу генів на ранні стадії ембріогенезу, які є критично важливими для розвитку. Крім того, неясно було, як однакові хромосоми з однаковими генами, які зберігаються в ядрі кожної клітини, породжують різноманіття типів клітин в одному організмі. Роз'єднання посилювалося створенням у кожній з наук власної термінології, вибором власних модельних організмів, заснуванням окремих наукових журналів та товариств, оформленням методичних підходів тощо.
Тим не менш, уже в 1920-ті — 1930-ті роки з'явилися перші дослідження, які показували, що гени дійсно керують ранніми етапами ембріогенезу. Відкриття мутації у гені Brachyury, що призводила до короткохвостості у мишей, Надією Добровольською-Завадською в Парижі, а потім її дослідження генетиками США стало першим подібним доказом.. Трохи пізніше, у кінці 1930-х британський ембріолог Конрад Воддінгтон знайшов у дрозофіли мутації, які призводили до порушення розвитку крила.
У подальшому були відкриті гомеозисні гени, або Hox-гени, які визначають осі зародка та формування його основних органів — голови, хвоста, кінцівок та інших.
Але кожна клітина організму містить однаковий набір генів. Тому для того, щоб з однієї яйцеклітини розвилися різні типи клітин, необхідна диференційна регуляція експресії генів. Конрад Воддінгтон у 1950х роках запропонував називати зміни, що впливають на зміну активності генів, епігенетичними, тобто «надгенетичними».
З розвитком методів молекулярної біології у 1970х-1980х роках генетика розвитку отримала можливість вивчати диференційну експресію генів та вплив окремих генів на ембріогенез і онтогенез.

## Вплив генів на розвиток

### Фактори, що забезпечують диференційну експресію
- Фактори транскрипції
- мікроРНК
- Епігенетичні мітки на ДНК та гістонах: метилювання, ацетилювання
- Альтернативний сплайсинг

## Наукові інституції

### Лабораторії
З 1976 року в Київському університеті при кафедрі загальної та молекулярної генетики діє науково-дослідна лабораторія генетики індивідуального розвитку. Лабораторією завідував Геннадій Бердишев, інші науковці.
У багатьох світових генетичних центрах є спеціальні відділи, присвячені генетиці розвитку. Серед інших:
- низка лабораторій Пенсильванського університету вивчають проблеми генетики розвитку;[8]
- відділ генетики розвитку в Інституті молекулярної генетики[en] Інститутів Макса Планка (завідувачем відділу станом на 2017 року є Бернгард Германн (нім. Bernhard Herrmann), який у 1990 році клонував ген Brachyury)[9]

### Журнали
Науковий журнал «Developmental Genetics» (укр. генетика індивідуального розвитку), який видавався з 1995 року, був перейменований у 2000 році і продовжує виходити під назвою «Genesis»у видавництві John Wiley & Sons

### Дослідники
- Надія Добровольська-Завадська
- Микола Тимофеєв-Ресовський
- Гюнтер Вагнер